# グラシア (鉄道車両)
- 国鉄キハ58系気動車 > グラシア (鉄道車両)
- 国鉄キハ58系気動車 > こがね (鉄道車両)

グラシア (Gracia) は東日本旅客鉄道（JR東日本）が1989年（平成元年）から2010年（平成22年）まで保有していたジョイフルトレインと呼ばれる鉄道車両である。
2003年（平成15年）に「こがね」に再改造されたが、本項では併せて解説を行う。

## 概要
JR東日本東北地域本社（現・仙台支社）のジョイフルトレインは既に「オリエントサルーン」が存在していたが、新たに以下のコンセプトを織り込んだジョイフルトレインを企画した。
- 気動車ならではの高機動性を活用した小団体向け短編成
- キーワードは「ソフト エレガント」
- 30歳代から40歳代の女性を主な利用対象とする欧風車両

この結果がキハ58系気動車を種車に郡山工場（現・郡山総合車両センター）で改造されたのが「グラシア」である。
- 愛称名は一般公募によるもので「グラシア」はスペイン語で「優美」「優雅」「おもしろさ」などを意味する。

## 編成

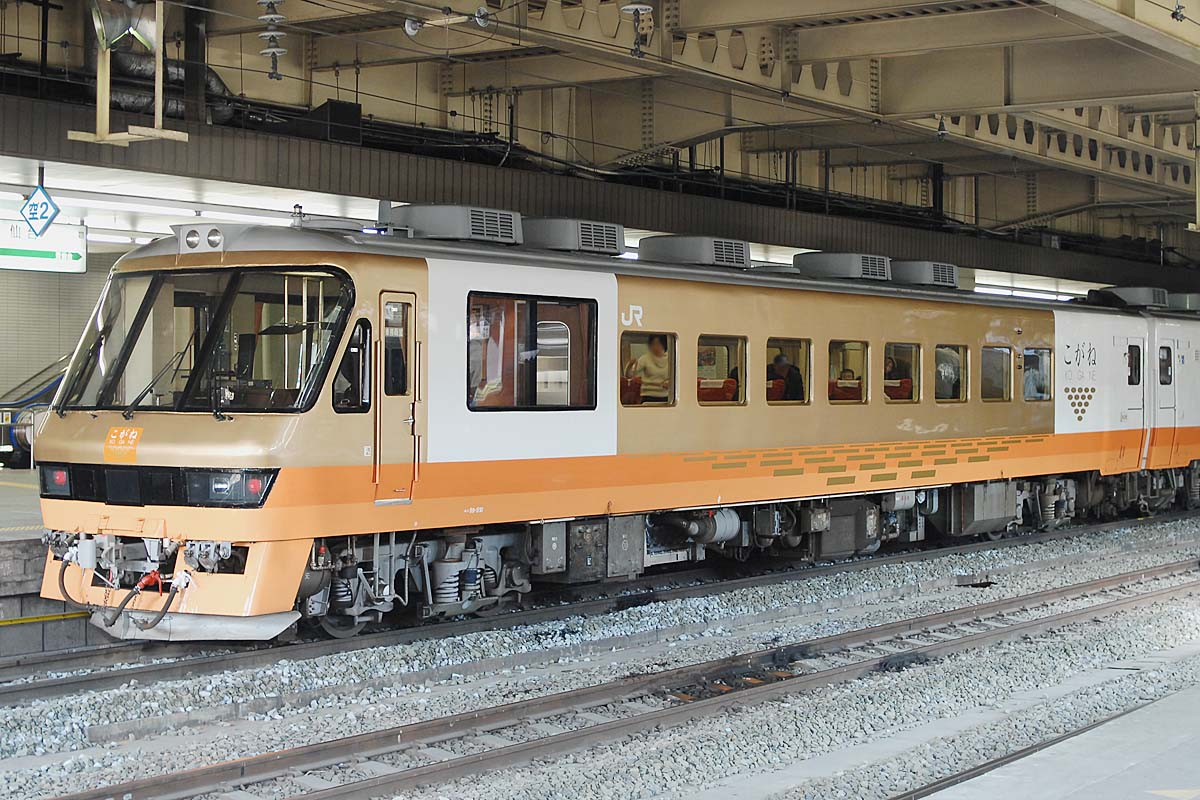
キハ59 510

編成は以下の車両で構成されている。（ ）内は旧番号。
- 1号車 - キハ59 510（キロ59 510←キハ58 1038） - 定員27名
- 2号車 - キハ29 506（キロ29 506←キハ28 2505[注 1]） - 定員30名
- 3号車 - キハ59 511（キロ59 511←キハ58 1039） - 定員27名

当初は全車両ともグリーン車扱いであったが2000年（平成12年）3月30日に普通車へ車種変更され等級記号が「ロ」から「ハ」になった。
2003年（平成15年）5月5日に運行された「黄金海道ふかひれ号」を最後に以下のリニューアルを施工し、6月30日より愛称を「こがね」に改めた。
- 塗装をアイボリー・金色・オレンジ色の3色に変更
- 座席モケット・絨毯の張替
- 車椅子スペース・身体障害者対応洋式トイレの新設

## 構造
※この節では主に改造当初の構造について記述する。

### 車体
先頭の1・3号車では先頭部の形状を大幅に改造して非貫通形とし、前面上部に後退角をつけて窓を拡大。車体前面窓下に前照灯・尾灯・ヘッドマークを設置し、前面下部にはスカートを装備。また通常は連結器・ジャンパ連結器もカバーを装着。中間の2号車は運転台の撤去を施工。
側面では各車両とも運転室側の出入口扉と戸袋窓が塞ぎ大きな1枚窓を設置。客室窓は防音と隙間風防止のため固定化を実施。
車体塗装は上部をライトグレー、裾部をチェリーレッドとしたほか、白色と青色の細いストライプを採用。

### 車内
客室は通路を端に寄せ270度まで回転可能で45度ごとに固定することができるリクライニングシートを一方に1人掛け、他方に2人掛けを千鳥配置とした。
客室の前後端に28型のモニターテレビを設置し、ビデオ・カラオケ装置も備えるほか、先頭車に設置されたビデオカメラで撮影した列車前方の映像を流すことも可能。
先頭運転室はガラス張りの半室構造に改装し、運転室を撤去した中間車ともに左側のデッキを撤去。先頭車のデッキ跡に展望室を設置し、前面・側面に配置された窓からの展望を可能としたほか、中間車ではカウンターテーブルと公衆電話の付いたラウンジに改装した。
和式トイレ・洗面所は、1号車では添乗員室と荷物置き場に、2号車では洋式トイレと化粧室に変更した。

### 台車・機器
台車は変更されておらず、動力台車は従来のDT22C形、キロ29 506の付随台車は同系列のTR51C形を装備する。
エンジンは改造と同時に出力250PSのDMF11HZ（小松製作所製SA6D125-H）に換装。
冷房装置は従来のAU13A形分散式冷房装置のままであるが、従来の7基から先頭車では5基、中間車では6基に削減。冷房用発電セットも改造前から装備されていた4VK発電用エンジン+DM83形発電機を引き続きキロ29 506に搭載した。

## 運用
1989年（平成元年）10月31日に落成し小牛田運転区（現・仙台車両センター小牛田派出所）に配置。同年11月11日から営業運転を開始し臨時列車や団体列車などで運用された。
2003年（平成15年）5月5日の運行をもって改装のため一旦運用を外れ、同年7月19日より「こがね」として営業運行を再開した。
「こがね」改装後に運用された主な臨時列車
- こがねふかひれ（仙台 - 気仙沼）
- こがねドリーム[注 4]（秋田 → 仙台）
- 湯けむりこがね（仙台 - 鳴子温泉 - 新庄）
- ありがとうこがね（仙台  → 気仙沼）
- さよならこがね（気仙沼 → 仙台）
- 只見雪まつり号（会津若松 - 只見）
- 花回廊オープニング（新潟 - 米沢 ）
- こがね花回廊（米沢 - 新潟）
- こがね浜街道（仙台 - 原ノ町）
- こがね奥久慈（水戸 - 常陸大子）
- 尾瀬フラワー（仙台 - 沼田[注 5]）

2010年（平成22年）6月17日に仙台支社より同年12月26日の「ありがとうこがね」・「さよならこがね」を最後に運用終了することが発表された。
2011年（平成23年）7月19日に郡山総合車両センターに配給回送された後フィリピンに輸出された。

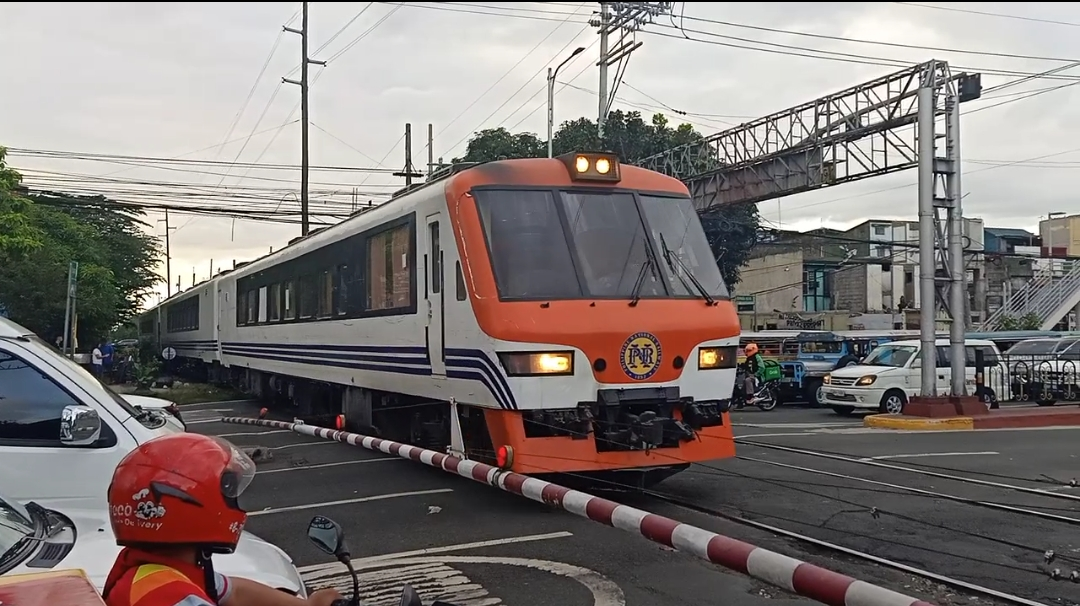
フィリピン国鉄 kogane エスパーニャ駅近く

2019年12月からフィリピン国鉄の首都圏の通勤車両として利用されている。

## トラブル
2005年（平成17年）8月に気仙沼線陸前横山 - 陸前戸倉間を臨時快速「黄金めぐり号」として走行中に逆転ミッションが脱落し緊急停止した。その後しばらくの間休車状態となった。
2010年8月29日の上り「こがねふかひれ」号で松島発車後に車内灯と空調設備が作動しなくなるトラブルが発生し終着の仙台まで非常灯を使用した。